# Deutsche Telekom Institute for Connected Cities
Das Deutsche Telekom Institute for Connected Cities (TICC) in Friedrichshafen untersuchte das Zusammenspiel moderner Informations- und Kommunikationstechnologie und Stadtentwicklung im Hinblick auf stärkere soziale und technologische Integrations- und Vernetzungspotentiale. Das Institut war im Fachbereich der managementorientierten Verwaltungs- und Politikwissenschaften der Zeppelin Universität angesiedelt.

## Auftrag
Ziel des TICC war es, den Forschungs- und Lehrbereich der angewandten Informatik und der Verwaltungsmodernisierung zu stärken. Das Deutsche Telekom Institute for Connected Cities (TICC) erarbeitete als Pionier wegweisende Ideen, Strategien, Konzepte, und Modelle, um diese mit Partnern zu realisieren. Für ein interdisziplinäres, gestaltungsorientiertes Institut ist die enge Verzahnung von Lehre und Forschung mit der Praxis ein wesentlicher Erfolgsfaktor, um nachhaltige Lösungen zu generieren. Im Kontext der T-City begleitet das TICC die Forschung des Geographischen Instituts der Universität Bonn. Mit dem TICC wurde ein kreativer Raum geschaffen, um sich mit den skizzierten Forschungsfeldern intensiv gestalterisch und interdisziplinär auseinanderzusetzen. Ein Transfer überzeugender Resultate in die Praxis soll mit geeigneten Partnern angestrebt werden, um die Nachhaltigkeit der Überlegungen sicherzustellen. Spin-offs von Mitarbeitern und Studenten werden angestrebt und gefördert.

## Geschichte
Die Deutsche Telekom AG hat 2008 der Zeppelin Universität in Friedrichshafen die Errichtung des Deutsche Telekom Institute for Connected Cities (TICC) ermöglicht. Die Antrittsvorlesung durch den Institutsleiter Jörn von Lucke erfolgte am 28. April 2009 an der Zeppelin Universität. Zum Jahresbeginn 2014 wurde es in das The Open Government Institute überführt.

## Struktur
Jörn von Lucke hatte die Leitung des TICC inne. Gleichzeitig war er Lehrstuhlinhaber des Lehrstuhls für Verwaltungs- und Wirtschaftsinformatik an der Zeppelin Universität Friedrichshafen. Dirk Heckmann, ordentlicher Professor für Öffentliches Recht an der Universität Passau, leitete das Center for IT-Compliance and Trust.

## Wissenschaftlicher Standard
Getragen wird das Institut von den Professoren, den korrespondierenden Mitgliedern, den Gastforschern und den wissenschaftlichen Mitarbeitern. Studentische Mitarbeiter und Studenten profitieren von diesem Umfeld, in das sie sich betreut einarbeiten, eigene Ideen einbringen und Projekte umsetzen können. Stipendien und die Research School sollen die Möglichkeit zur eigenverantwortlichen Forschung frühzeitig eröffnen. Eine Verankerung des TICC in der wissenschaftlichen Gemeinschaft wird durch die intensive Zusammenarbeit mit der Gesellschaft für Informatik, dem Fraunhofer-Institut für Offene Kommunikationssysteme (FOKUS) und dem Nationalen IT-Gipfel der Bundesregierung sichergestellt.